# Мој ујак
„Мој ујак” је српска телевизијска серија снимљена 2008. године у продукцији Телевизије Београд.

## Улоге
| Глумац            | Улога                    |
| ----------------- | ------------------------ |
| Катарина Гојковић | Миланка 26 еп. 2008−2009 |
| Ања Кнежевић      | Јеца 26 еп. 2008−2009    |
| Никола Вуковић    | Боле 26 еп. 2008−2009    |
| Небојша Глоговац  | Ујак 13 еп. 2008         |
| Тихомир Станић    | Ујак 13 еп. 2009         |

Комплетна ТВ екипа ▼
| Редитељ                   | Бранислав Кичић    | (26 еп. 2008—2009)                  |
| Сценариста                | Драган З. Бабић    | (26 еп. 2008—2009)                  |
| Композитор                | Раде Радивојевић   | (непознат број епизода)             |
| Директор фотографије      | Бојан Ракић        | (26 еп. 2008—2009)                  |
| Костимограф               | Селма Кроња        | (12 еп. 2009)                       |
| Одсек за шминку           | Татјана Липановић  | шминкерка (12 еп. 2009)             |
| Одсек за звук             | Небојша Драгићевић | дизајнер звука (13 еп. 2008)        |
| Одсек за камеру и расвету | Горан Јовановић    | техничар за осветљење (13 еп. 2009) |
| Одсек за камеру и расвету | Љубомир Петрис     | техничар за осветљење (13 еп. 2009) |